# Le cinéma s'expose
Le cinéma s'expose est une association loi de 1901 ayant pour objet la sauvegarde du patrimoine cinématographique français : achat, restauration et exposition de  machines, matériels et autres objets en rapport avec le cinéma.

## Histoire
C'est en 1998 que deux collectionneurs, les frères jumeaux François et Hervé Loubeau, créent l'association. Elle participe, depuis, à de nombreuses expositions à travers la France,,. En 2015, l'association achète une ancienne colonie de vacances, le château du Champ-du-Guet à Villeneuve-sur-Yonne en Bourgogne-Franche-Comté, pour y créer une cité du cinéma. À la suite des inondations de mai 2016, le projet est retardé et le musée n'ouvrira pas avant 2018.